# Пантелеимон (Кондояннис)
Митрополи́т Пантелеи́мон (греч. Μητροπολίτης Παντελεήμων; в миру Нико́лаос Кондоя́ннис, греч. Νικόλαος Κοντογιάννης; 7 февраля 1935, Хиос — 24 января 2023, Хиос) — епископ Константинопольской православной церкви; митрополит Бельгийский (1982—2013), экзарх Нидерландов и Люксембурга.

## Биография
Родился 7 февраля 1935 года на Хиосе, в Греции.
28 ноября 1954 года хиротонисан во диакона.
В 1957 году окончил Халкинскую богословскую школу и 18 октября 1957 года хиротонисан во иерея.
В том же году начал своё служение в Бельгии. Священническое служение проходил в греческих приходах в городах Монс и Шарлеруа.
Был архиерейским наместником (благочинным), а с момента основания Бельгийской митрополии 8 августа 1969 года стал её протосингелом.
5 августа 1974 года решением Священного Синода Константинопольского патриархата избран титулярным епископом Аполлониадским, викарием Бельгийской митрополии.
8 августа 1974 года рукоположен в сан епископа Аполлониадского, викария Бельгийской митрополии. Хиротонию совершили митрополит Бельгийский Емилиан (Захаропулос), митрополит Шведский Павел (Меневисоглу), епископ Сасимский Иеремия (Каллийоргис).
С 23 декабря 1982 года — управляющий Бельгийской митрополией.
26 ноября 2013 году по собственному прошению вышел на покой и проживал на своей родине в городе Хиосе, где и скончался 24 января 2023 года.
Митрополитом Хиосским Марком (Василакисом) был награждён орденом святителя Исидора.